# Atrichopogon sessilis
Atrichopogon sessilis är en tvåvingeart som beskrevs av Jean-Jacques Kieffer 1917. Atrichopogon sessilis ingår i släktet Atrichopogon och familjen svidknott. Inga underarter finns listade i Catalogue of Life.